# Cyrillaceae
Cyrillaceae — це невелика родина квіткових рослин порядку Ericales, що поширені в помірно теплих і тропічних регіонах Америки. Родина складається з двох родів Cliftonia та Cyrilla, кожен з яких містить один вид Cliftonia monophylla та Cyrilla racemiflora. Однак тепер часто визнають додаткові види Cyrilla, і рід потребує таксономічного перегляду.
У минулому багато ботаніків включили до родини третій рід, Purdiaea, хоча останні дослідження показали, що цей рід краще помістити в родину Clethraceae.

## Скам'янілості
Викопні листя Cyrilla та Cliftonia, деревина та пилок були виявлені з неогенового бурого вугілля Нижнього Рейну. Фрагменти листя Cyrilla часто знаходили в бурому вугіллі Центральної Європи. Cyrillaceae були частиною третинної болотної флори, де вони були важливим компонентом чагарникової рослинності. Серед копалин Cyrilla з третинного періоду Європи є †Cyrilla thomsonii, описана в міоцені Лібрара, Німеччина та Белхатува, Польща. †Cyrilla hungarica описана з міоцену Magyaregregy в Угорщині.